# أشلي نيلسون
أشلي نيلسون (بالإنجليزية: Ashleigh Nelson) هي لاعب هوكي الحقل أسترالية، ولدت في 5 مارس 1987 في ناروجين في أستراليا.

## وصلات خارجية
- الموقع الرسمي
- أشلي نيلسون على موقع الاتحاد الدولي للهوكي (الإنجليزية)
- أشلي نيلسون على موقع اللجنة الأولمبية الدولية (الإنجليزية)
- أشلي نيلسون على موقع أوليمبيديا (الإنجليزية)
- أشلي نيلسون على موقع اللجنة الأولمبية الأسترالية (الإنجليزية)
- أشلي نيلسون على موقع اتحاد ألعاب الكومنولث (مؤرشف) (الإنجليزية)
- أشلي نيلسون على موقع اتحاد ألعاب الكومنولث (مؤرشف) (الإنجليزية)